# Le Voleur d'ombres
 (janvier 2025).
Si vous disposez d'ouvrages ou d'articles de référence ou si vous connaissez des sites web de qualité traitant du thème abordé ici, merci de compléter l'article en donnant les références utiles à sa vérifiabilité et en les liant à la section « Notes et références ».
Le Voleur d'ombres est le onzième roman de Marc Lévy, publié aux éditions Robert Laffont et sorti en librairie le 17 juin 2010.

## Résumé
Le narrateur, un enfant dont l’auteur ne mentionne pas le nom, a peur de la nuit, « des formes qui s’invitaient dans les ombres du soir », et affronte des malheurs impitoyables à l’école comme dans sa vie personnelle. Un jour, il apprend, à travers une ombre dotée de parole, qu’il possède le pouvoir de voler les ombres et de parler avec elles. Chacune de ces ombres lui confie un secret.
Malgré lui, il devine ainsi les rêves, les espoirs, les chagrins de tout son entourage : ses amis, ses ennemis, ses amours..., dont Luc, son meilleur ami, Marquès, son pire rival, Élisabeth, la plus jolie fille de la classe... Que faire de ce pouvoir étrange, qui l’embarrasse et dont il n’ose parler, même pas à sa mère qui l’aime tant ? Néanmoins, il comprendra qu’il peut s’en servir pour aider son entourage à trouver le chemin du bonheur.
Pendant les vacances d’été, il fait la connaissance d’une jeune fille sourd-muette nommée Cléa, qui réussit à écrire des mots dans le ciel avec un cerf-volant. Que lui révélera l’ombre de Cléa, si différente des autres ?
Quelques années plus tard, le « voleur d’ombres » est étudiant en médecine, mais l’enfant qui est en lui ne s’est pas éteint, ni le pouvoir de deviner ce qui pourrait rendre heureux tous ceux qui l’entourent, y compris Sophie, qui voudrait tant être aimée, et Luc, qui voudrait changer de vie. Pourra-t-il les aider à vivre leurs rêves plutôt que de rêver leur vie ? Et lui, sait-il où le bonheur l’attend ?